# DL FnC
DL FnC 주식회사는 DL그룹 계열의 플라스틱 필름 제조업체이다.

## 역사 및 현황
- 2020년 4월: 회사 설립
- 2021년 1월: DL FnC로 사명 변경

## 사업장 현황
- 본사: 전북특별자치도 완주군 봉동읍 과학로 802
- 서울사업장: 경기도 군포시 엘에스로 175, 에스에이타워 5층